# Dana Reizniece-Ozola
Dana Reizniece-Ozola (Kuldīga, 1981. november 6. –) Lettország pénzügyminisztere. Korábban a lett parlament oktatási és kulturális bizottságának elnöke is volt. 2001 óta női nemzetközi sakknagymester, kétszeres U18 korosztályos ifjúsági sakk-Európa-bajnok (1998, 1999), Lettország négyszeres női sakkbajnoka (1998, 1999, 2000, 2001), sakkolimpikon.
2016 szeptemberben az Élő-pontszáma 2243 volt, ezzel a női világranglistán a 318. helyen állt, Lettországban a nők között a második legerősebb sakkozó. Legmagasabb Élő-pontszáma 2346 volt, amelyet 2010. márciusban ért el.
2016-ban nyolcadik alkalommal vett részt Lettország válogatottjának tagjaként a sakkolimpián. 2016 szeptemberében Bakuban a 27. női sakkolimpián a 4. fordulóban legyőzte a női világbajnokot. Négy alkalommal (1999, 2001, 2011, 2015) tagja volt a lett női sakkválogatottnak a sakkcsapatok Európa-bajnokságán.

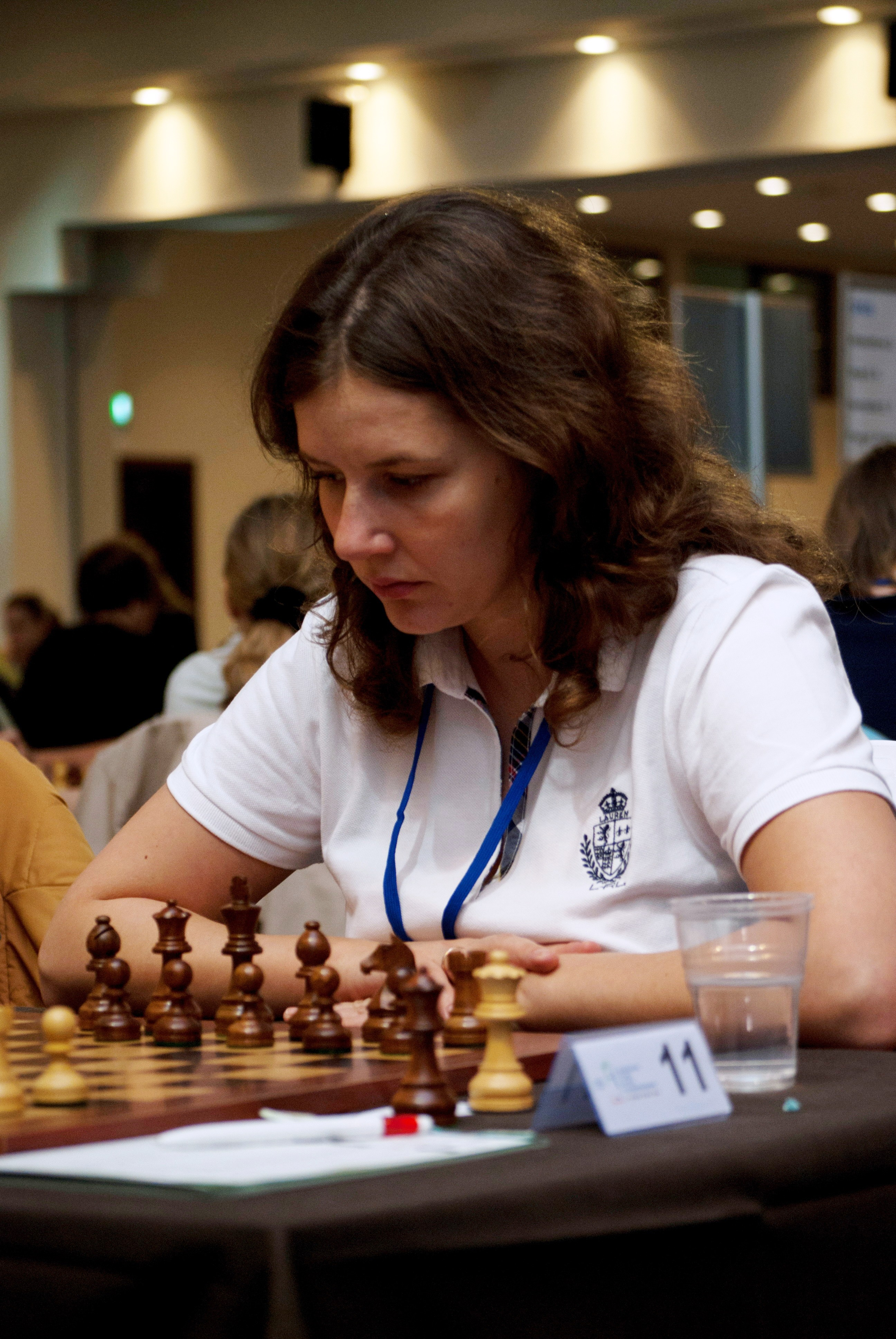
Dana Reiznice-Ozola 2011-ben